# Lista de bens tombados em Roraima
A lista de bens tombados em Roraima reúne itens do patrimônio cultural e histórico de Roraima. Os atos de tombamento estadual foram realizados pela Secretaria de Estado da Cultura de Roraima (SeCult-RR). Dentre os patrimônios tombados está o Forte de São Joaquim do Rio Branco, um bem tombando pelo IPHAN, no contexto de preservação do patrimônio cultural e histórico brasileiro.
| Imagem | Bem                                    | Data de fundação      | Localização | Coordenadas                 | Tombamento                                                                    | Referência |
| ------ | -------------------------------------- | --------------------- | ----------- | --------------------------- | ----------------------------------------------------------------------------- | ---------- |
|        | Hospital Bom Samaritano                |                       | Alto Alegre | 3° 16′ 30″ N, 61° 04′ 19″ O | bem de interesse histórico e/ou cultural                                      |            |
|        | União Operária Beneficente             | 5 de novembro de 1949 | Boa Vista   | 2° 49′ 22″ N, 60° 40′ 10″ O | bem tombado pela Prefeitura Municipal de Boa Vista                            |            |
|        | São Pedro church                       |                       | Boa Vista   | 2° 49′ 34″ N, 60° 39′ 43″ O | bem tombado pela Prefeitura Municipal de Boa Vista                            |            |
|        | Catedral Cristo Redentor               |                       | Boa Vista   | 2° 49′ 11″ N, 60° 40′ 25″ O | bem tombado pela SECULT-RR bem tombado pela Prefeitura Municipal de Boa Vista |            |
|        | Igreja Matriz Nossa Senhora do Carmo   |                       | Boa Vista   | 2° 48′ 55″ N, 60° 40′ 07″ O | bem tombado pela SECULT-RR bem tombado pela Prefeitura Municipal de Boa Vista |            |
|        | Igreja São Francisco                   |                       | Boa Vista   | 2° 49′ 44″ N, 60° 40′ 16″ O | bem tombado pela Prefeitura Municipal de Boa Vista                            |            |
|        | Igreja São Sebastião (Boa Vista)       |                       | Boa Vista   | 2° 49′ 11″ N, 60° 40′ 12″ O | bem tombado pela SECULT-RR bem tombado pela Prefeitura Municipal de Boa Vista |            |
|        | Antiga Casa Bandeirante                |                       | Boa Vista   | 2° 48′ 58″ N, 60° 40′ 03″ O | bem tombado pela Prefeitura Municipal de Boa Vista                            |            |
|        | Antiga Fazenda Boa Vista               |                       | Boa Vista   | 2° 48′ 52″ N, 60° 40′ 06″ O | bem tombado pela SECULT-RR bem tombado pela Prefeitura Municipal de Boa Vista |            |
|        | Antiga Sec. Munic. de Educação - SEMED |                       | Boa Vista   | 2° 48′ 54″ N, 60° 40′ 04″ O | bem tombado pela Prefeitura Municipal de Boa Vista                            |            |
|        | Antigo Bar do Neir                     |                       | Boa Vista   | 2° 49′ 42″ N, 60° 40′ 17″ O | bem tombado pela Prefeitura Municipal de Boa Vista                            |            |
|        | Antigo Cine Olímpia                    |                       | Boa Vista   | 2° 49′ 02″ N, 60° 40′ 05″ O | bem tombado pela Prefeitura Municipal de Boa Vista                            |            |
|        | Antigo Prédio do INCRA                 |                       | Boa Vista   | 2° 48′ 56″ N, 60° 40′ 03″ O | bem tombado pela Prefeitura Municipal de Boa Vista                            |            |
|        | Associação Comercial de RR             |                       | Boa Vista   | 2° 49′ 02″ N, 60° 40′ 07″ O | bem tombado pela Prefeitura Municipal de Boa Vista                            |            |
|        | Bazar das Novidades                    |                       | Boa Vista   | 2° 48′ 59″ N, 60° 40′ 07″ O | bem tombado pela Prefeitura Municipal de Boa Vista                            |            |
|        | Casa da Cultura Madre Leotávia Zoller  |                       | Boa Vista   | 2° 49′ 03″ N, 60° 40′ 08″ O | bem tombado pela SECULT-RR bem tombado pela Prefeitura Municipal de Boa Vista |            |
|        | Casa da Petita Brasil                  |                       | Boa Vista   | 2° 48′ 49″ N, 60° 40′ 09″ O | bem tombado pela SECULT-RR bem tombado pela Prefeitura Municipal de Boa Vista |            |
|        | Casa das 12 Portas                     |                       | Boa Vista   | 2° 49′ 00″ N, 60° 40′ 05″ O | bem tombado pela SECULT-RR bem tombado pela Prefeitura Municipal de Boa Vista |            |
|        | Centro de Artesanato                   |                       | Boa Vista   | 2° 48′ 53″ N, 60° 40′ 04″ O | bem tombado pela Prefeitura Municipal de Boa Vista                            |            |
|        | Depósito Bandeirante                   |                       | Boa Vista   | 2° 48′ 58″ N, 60° 40′ 03″ O | bem tombado pela Prefeitura Municipal de Boa Vista                            |            |
|        | Escola Estadual Euclides da Cunha      |                       | Boa Vista   | 2° 48′ 58″ N, 60° 40′ 08″ O | bem tombado pela Prefeitura Municipal de Boa Vista                            |            |
|        | Escola São José                        |                       | Boa Vista   | 2° 48′ 57″ N, 60° 40′ 04″ O | bem tombado pela Prefeitura Municipal de Boa Vista                            |            |
|        | Fábrica de Gelo                        |                       | Boa Vista   | 2° 48′ 57″ N, 60° 40′ 02″ O | bem tombado pela Prefeitura Municipal de Boa Vista                            |            |
|        | Hotel Euzébios                         |                       | Boa Vista   | 2° 49′ 22″ N, 60° 40′ 35″ O | bem tombado pela Prefeitura Municipal de Boa Vista                            |            |
|        | Intendência                            |                       | Boa Vista   | 2° 48′ 52″ N, 60° 40′ 05″ O | bem tombado pela SECULT-RR bem tombado pela Prefeitura Municipal de Boa Vista |            |
|        | Muro do Mercado                        |                       | Boa Vista   | 2° 48′ 58″ N, 60° 40′ 02″ O | bem tombado pela Prefeitura Municipal de Boa Vista                            |            |
|        | Prédio Residencial da Família Gomes    |                       | Boa Vista   | 2° 48′ 47″ N, 60° 40′ 08″ O | bem tombado pela Prefeitura Municipal de Boa Vista                            |            |
|        | Prelazia de Roraima                    |                       | Boa Vista   | 2° 49′ 07″ N, 60° 39′ 57″ O | bem tombado pela Prefeitura Municipal de Boa Vista                            |            |
|        | Residência da Família Fraxe            |                       | Boa Vista   | 2° 49′ 00″ N, 60° 40′ 04″ O | bem tombado pela Prefeitura Municipal de Boa Vista                            |            |
|        | Teatro Carlos Gomes                    |                       | Boa Vista   | 2° 49′ 11″ N, 60° 40′ 11″ O | bem de interesse histórico e/ou cultural                                      |            |
|        | Palácio da Cultura Nenê Macaggi        |                       | Boa Vista   | 2° 49′ 16″ N, 60° 40′ 14″ O | bem de interesse histórico e/ou cultural                                      |            |
|        | Forte de São Joaquim do Rio Branco     |                       | Bonfim      | 3° 02′ 26″ N, 60° 29′ 13″ O | bem tombado pelo IPHAN Património de Influência Portuguesa (base de dados)    |            |
|        | Pedra Pintada                          |                       | Pacaraima   | 3° 52′ 42″ N, 60° 53′ 44″ O | bem tombado pelo IPHAN                                                        |            |
|        | Sítio Arara Vermelha                   |                       | São Luíz    | 0° 50′ 30″ N, 60° 08′ 02″ O | bem tombado pelo IPHAN                                                        |            |

∑ 34 items.